# Antonio de Villegas
Antonio de Villegas (Sevilla, segle xvi - Madrid, 1613) fou un actor espanyol.
No és segur que naixes a Sevilla, fou un gran seguidor de Lope de Rueda. Va ésser un notable representant, autor i director d'una de les 12 Compañias Reales, i encara sembla que va escriure alguns entremeses i comèdies. D'ell va afirmar Lope de Vega que era celebrat <<per la propietat en què executava tota mena de figures>>. Per a la seva companyia va escriure Agustín de Rojas la lloa titulada Todo lo nuevo place, referint-se a l'arribada a Sevilla d'una nova companyia d'histrions, encapçalada pel comediant Vergara. En aquesta diu que no seria just ni digne de Sevilla abandonar en Villegas i els seus companys per anar a veure i aplaudir en Vergara, quan Villegas havia estat l'ídol de Sevilla, <representant cinquanta-quatre comèdies noves sense cansar-se, amb quaranta entremesos, de tan bon gust com gràcia, i restant-li encara per estrenar dotze comèdies, millors que les executades fins aleshores>.
En aquesta lloa, la qual és una de les més belles de Rojas, i en se citen els noms de diversos comediants d'aquell temps, Ana Muñoz, esposa de Villegas i el cèlebre Monzón, si pot veure la gran amistat que els unia.
Villegas fou el salvador de Rojas quan el van ferir greument a Sevilla, i Rojas com home agraït, tingué per a ell una amistat entranyable, un amor de germà. Sembla que les seves cartes des de Zamora, ja jubilat del teatre, es dirigien a Villegas sense anomenar-lo.